# Neotama forcipata
Neotama forcipata är en spindelart som beskrevs av F. O. Pickard-Cambridge 1902. Neotama forcipata ingår i släktet Neotama och familjen Hersiliidae. Inga underarter finns listade i Catalogue of Life.